# Brugg (Gemeinde Pölla)
Brugg ist seit dem 1. Jänner 1964 eine unbewohnte Katastralgemeinde von Pölla in Niederösterreich. mit einer Grundfläche von 157,41 Hektar. Um den Truppenübungsplatz Döllersheim anlegen zu können, wurden ab 1938 die Bewohner ausgesiedelt.

## Geografie
Brugg lag südöstlich von Döllersheim auf leicht welligem Gelände. Beim Ort führt heute die Landesstraße L75 vorbei, von der die Reste des Ortes in wenigen Gehminuten erreicht werden können. Der Ort liegt außerhalb der heutigen Grenzen des Truppenübungsplatzes.

## Geschichte
Erstmals urkundlich erwähnt wird Brugg, als ein in Weitra ansässiger Albert von Pruk 1289 dem Stift Zwettl Grundstücke in Böhmsdorf und Wurmbrand verkaufte. Brugg selbst gehörte zur Herrschaft von Ottenstein.
Die von der Österreichischen Kunsttopographie als modern bezeichnete und zur Pfarre Döllersheim gehörende Kapelle besaß eine von J. G. Jenichen 1823 in Krems an der Donau gegossene Glocke, die aus der Pfarrkirche von Döllersheim stammte.
Ab 1652 führte die Pfarre Döllersheim die Kirchenbücher für die Geburten und ab 1654 auch jene für Trauungen und Todesfälle. Mit der Aufhebung der Pfarre Döllersheim wurden diese von der Pfarre in Rastenfeld zur Aufbewahrung übernommen. Im Jahr 1822 wurde der Ort als Dorf mit 13 Häusern genannt, das nach Döllersheim eingepfarrt war, wohin auch die Kinder eingeschult wurden. Die Herrschaft Waldreichs besaß die Ortsobrigkeit und besorgte die Konskription. Die Landgerichtsbarkeit wurde von der Herrschaft Ottenstein ausgeübt. Die Untertanen und Grundholde des Ortes gehörten der Herrschaft Waldreichs.
Laut Adressbuch von Österreich waren im Jahr 1938 in Brugg mehrere Landwirte mit Direktvertrieb ansässig. Um den Truppenübungsplatz Döllersheim errichten zu können, wurde der Bevölkerung von Brugg von den nationalsozialistischen Machthabern zunächst bis zum 1. April 1940 Zeit gegeben, den aus 12 Häusern bestehenden Ort zu verlassen. Dieser Termin wurde jedoch bis zum 31. Oktober 1941 verlängert.
Die Windhag Stipendienstiftung für Niederösterreich ließ nach dem Zweiten Weltkrieg als Grundstückseigentümerin die leer stehenden Gebäude abreißen und die so gewonnene Fläche aufforsten.